# خوان دي ميسا
خوان دي ميسا (بالإسبانية: Juan de Mesa)‏ هو نحات إسباني، ولد في 1583 في قرطبة في إسبانيا، وتوفي في 1627 في إشبيلية في إسبانيا.